# Der arme Heinrich (Oper)
Der arme Heinrich ist eine Oper in drei Akten von Hans Pfitzner. Sein Erstlingswerk entstand in den Jahren 1890 bis 1894. Das Libretto von James Grun basiert auf einer mittelhochdeutschen Verserzählung von Hartmann von Aue.

## Handlung

### Erster Akt
Dem von einer hoffnungslosen Krankheit befallenen Ritter Heinrich stehen nur noch Dietrich mit seiner Frau Hilde und deren Tochter Agnes bei. Dietrich reist für seinen Herren in ein Kloster nach Salerno, um dort einen bekannten Mönch und Arzt zu konsultieren. Dieser erklärt ihm, dass nur der freiwillige Opfertod einer Jungfrau Heinrich retten könne. Als der Ritter dies erfährt, versucht er sich mit dem Schwert zu töten, doch ist er körperlich schon zu sehr geschwächt.

### Zweiter Akt
Die von düsteren Vorahnungen gequälten Eltern erfahren von Agnes, dass sie bereit sei, ihr Leben für Ritter Heinrich zu opfern. Alle Versuche von Hilde und Dietrich, ihre Tochter von ihrem Plan abzubringen, scheitern. Zuletzt segnet Hilde Agnes, und Dietrich bringt seine Tochter zu Heinrich, um ihn zur Annahme des Opfers zu bewegen.

### Dritter Akt
Nach der Annahme des Opfers reisen alle Beteiligten nach Salerno. Am Eingang der Klosterkirche erkennt Ritter Heinrich seine Selbstsucht. Mit übermenschlicher Kraft zerstört er die Kirchentür und entreißt dem Mönch das Messer, mit dem dieser Agnes töten wollte. Durch diese Selbstüberwindung wird der Ritter auf wundersame Weise wieder gesund.

## Musik
Pfitzners Oper ist stark von den Werken Richard Wagners geprägt. Im Gegensatz zu den Erlöserdramen Wagners wird Heinrich aber nicht durch das Opfer eines anderen geheilt, sondern in dem Moment, als er die Qual eines anderen stärker empfindet als seine eigene. Durch die gesamte Oper zieht sich ein musikalisches Leitmotiv, eine Technik, die auch Wagner anwendete.

## Tonaufnahmen
- Dortmunder Philharmoniker unter Leitung von Alexander Rumpf: Hans Pfitzner : Der arme Heinrich, 2002, Capriccio C60087, CD.